# MDE Alumni Club
Az MDE Alumni Club - Ungarischer Alumni Club a Magyar Diákok Egyesületéből alakult 2011 októberében, egy bécsi kávézóban. 2012 augusztus 6-án, mikor a helyi rendőrségnél engedélyezték a hivatalos forma létrehozását, megjelent a nyilvántartásban mint jogi személy. A Club egy önkéntes nonprofit szervezet (NGO), amely az ausztriai magyar akadémikusok összetartását hivatott szolgálni.
A honlap egyik fő profilja az Ausztriában lévő magyar vonatkozású események összegyűjtése egy naptárban, amelyet regisztrált tagok is használhatnak, eseményeket tölthetnek fel.
Az egyesület szorosan együttműködik  a  Magyar Diákok Egyesületével, az MDE Post online magazinnal, illetve a bécsi Collegium Hungaricummal.

## MDE Alumni Club vezetősége
- Ujvári Péter (elnök, alapító)
- Gregor András (alelnök, alapító)
- Nagyunyomi-Sényi Péter (gazdasági referens)
- Aranyosi Ádám
- Kósa Attila
- Major Dávid (sport referens)
- Mata Balázs
- Trojkó Tamás[forrás?]